# Pfaffia jubata

Pfaffia jubata é uma planta herbácea  pertencente a família Amaranthaceae, endêmica do Brasil, popularmente conhecida por marcela-branca, marcela-
do-campo, corango-de-juba e, na língua carajá (inyrybè), por kytertenim.

## Etimologia
Pfaffia – uma homenagem ao físico e químico alemão, Johann Friedrich Pfaff (1774-1852).

Jubata – epíteto provém do latim jubatus, semelhante a uma crina. Uma referência a
inflorescência muito vilosa.

## Distribuição geográfica
Pfaffia jubata ocorre em campos secos de cerrado e campos rupestres, no norte (Rondônia e Tocantins), nordeste (Bahia e Ceará), centro-oeste (Distrito Federal, Goiás, Mato Grosso e Mato Grosso do Sul), sudeste (São Paulo e Minas Gerais) e no sul (Paraná) do Brasil, em altitudes que variam de 500 a 1.700 metros.

## Morfologia
Pfaffia jubata é uma herbácea a subarbustiva com 10 a 20 cm de altura, ereta ou ascendente, de caule ramoso, estriado e densamente viloso; a raiz é lenhosa; as folhas são lanceoladas a linear-lanceoladas, com 1,5 a 5 cm × 0,4 a 1,6 cm, sésseis, de ápice acuminado a cuspidado e base decurrente ou aguda, a face adaxial é densamente vilosa, flavescente a ferrugínea, a face abaxial é densamente tomentosa. Inflorescência em espiga, isolada, simples, terminal, de pedúnculo longo, com 6,5 a 15 cm de comprimento,  piloso, com tricomas patentes, ferrugíneos, articulados e ráquis subinflada e vilosa. Bráctea mediana ovalada a ovalada-lanceolada, de ápice acuminado, uninervada, nervura proeminente, escura, vilosa, com 3,5 a 4 µm de comprimento, brácteas laterais ovaladas, ápice agudo a acuminado, uninervadas, nervura proeminente, escura, vilosa no ápice , com 4 a 5 µm de comprimento. Sépalas lanceoladas, trinervadas, sendo a principal proeminente, vilosas, de 6 a 7,5 µm de comprimento.  O tubo estaminal é bem menor que as sépalas, de margem ciliada,  com os filamentos laterais ciliados ou fimbriados, o filamento anterífero filiforme, anteras oblongas, com 1,5 a 2 µm comprimento. Ovário oblongo, 1,5 a 2 µm de comprimento, estigma capitado.

## Ecologia
Pfaffia jubata (Martius, 1826) ocorre em campos secos de cerrado e campos rupestres, em solos arenosos, entre 500 a 1.700 metros de altitude, em solos arenosos, em cinco províncias biogeográficas: Amazônica, Atlântica, Caatinga, Cerrado e Paraense. Embora os campos rupestres, um ecossistema
exclusivamente brasileiro, representem menos de 3% da área do Cerrado e da Caatinga, eles abrigam, de forma exclusiva, uma parte muito significativa das espécies vegetais desses biomas. Os efeitos do fogo sobre campo rupestre (em afloramentos rochosos e areia quartzítica) e sobre cerrado (formações de Cerrado em latossolo) constituem um fator natural determinante da vegetação, tendo estimulado o aparecimento recente e in situ de um grande número de adaptações por parte dos vegetais. Pfaffia jubata apresenta órgãos subterrâneos de consistência tuberosa e síndrome de dispersão anemocórica. Seu sistema subterrâneo é na maior parte radicular, porém há também uma parte subterrânea caulinar, de tamanho variável, na qual ocorrem gemas endógenas e exógenas. O parênquima nas raízes não contém amido, mas drusas de oxalato de cálcio. A espécie apresenta brotação e floração rápida logo após a queimada dos campos. Após a floração, a espécie permanece com os ramos e folhas por uns meses, depois desaparecendo também, permanecendo apenas a parte subterrânea.